# 第一世代大学生
第一世代大学生 (first-generation college students) とは、一般的に両親が大学学位を持っていない（大卒ではない）学生のことを指す。学生の比率ダイバーシティを表す比較的新しい指標のひとつである。世界的なトップ校の１つであるカリフォルニア大学バークレー校は、ダイバーシティのデータシートの冒頭に次の４つの数字を挙げている。女性比率、マイノリティー人種の比率、第一世代の比率、外国人比率。このような形で第一世代比率を調査公表までする大学はまだ少ないものの、学生支援プログラムの対象として”first-generation”を謳ったものを提供する大学は多い。